# Skoky (Dolní Újezd)

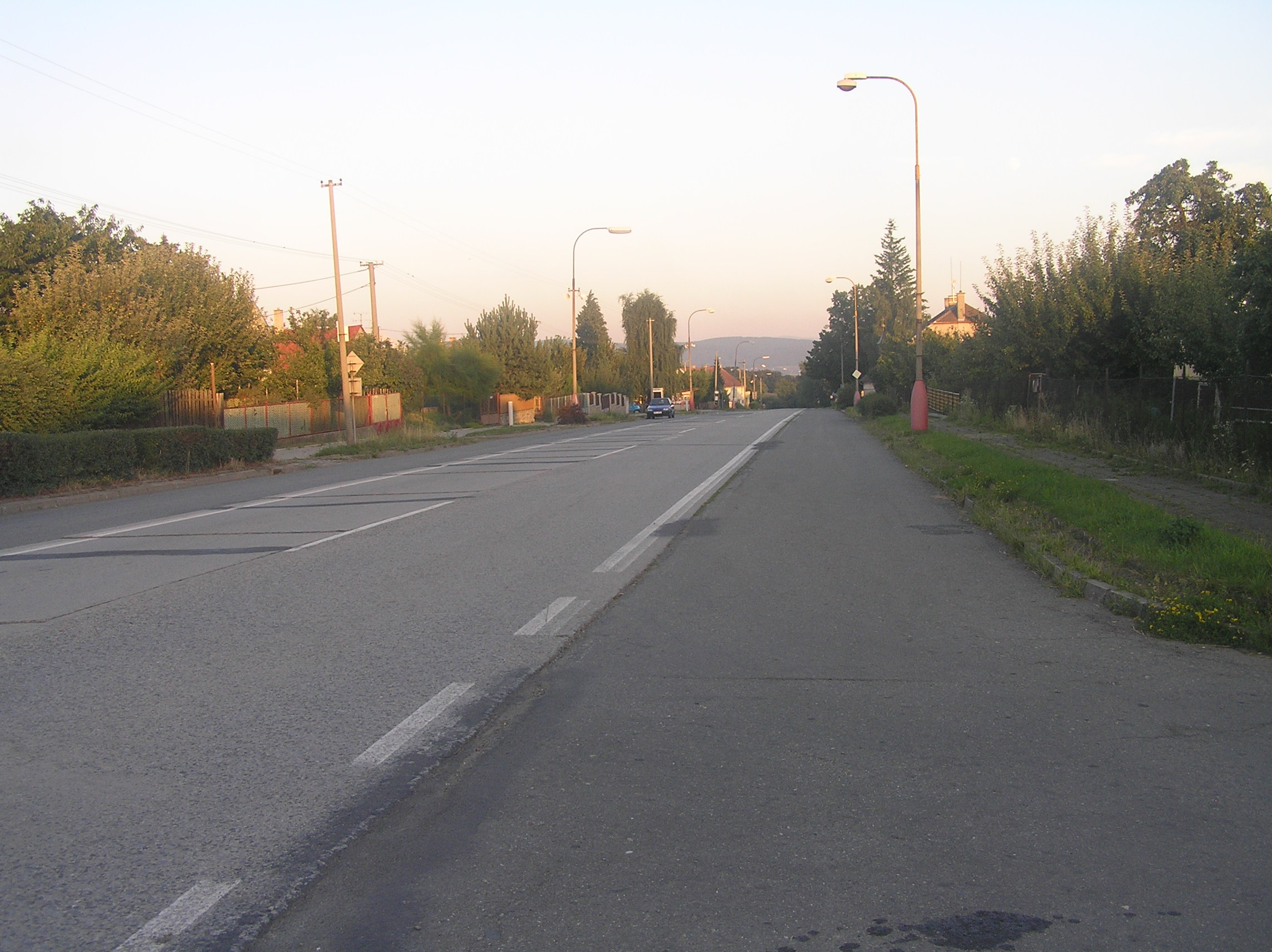
Hauptstraße von Skoky

Skoky (deutsch Skok) ist ein Ortsteil der Gemeinde Dolní Újezd in Tschechien. Er liegt fünf Kilometer nordwestlich von Lipník nad Bečvou und gehört zum Okres Přerov.

## Geographie
Skoky befindet sich rechtsseitig über dem Tal des Baches Lubeň in den südlichen Ausläufern der Oderberge. Gegen Norden erstreckt sich der Truppenübungsplatz Libavá. Nördlich erhebt sich der Lomec (583 m), im Nordosten die U Boudy (523 m) und der Slavkovský vrch (636 m).
Am nördlichen Ortsrand verläuft die Schnellstraße R 35 / E 462 / E 442.
Nachbarorte sind Kyjanice und Ranošov im Norden, Slavkov im Nordosten, Bohuslávky im Osten, Dolní Újezd im Südosten, Tupec im Süden, Veselíčko, Lukavec und Stání im Südwesten, Svrčov, Pančava und Výkleky im Westen sowie Staměřice, Zavadilka und Mokř im Nordwesten.

## Geschichte
Im Jahre 1806 erhielt der Schankwirt Josef Beck die Konzession zum Bau eines Gasthauses oberhalb von Dolní Újezd an der Kaiserstraße von Olmütz nach Leipnik. Zehn Jahre später übergab Beck das Gasthaus zum Grünen Baum seinem gleichnamigen Sohn. In dieser Zeit entstand entlang der Straße die Újezder Kolonie, die 1820 aus 16 Häusern bestand und bis 1822 weiter ausgebaut wurde. Die Kolonie führte zunächst keinen besonderen Namen und war auch in der Hausnummerierung nach Dolní Újezd integriert. Bis zur Mitte des 19. Jahrhunderts blieb die Siedlung, die volkstümlich nach dem Tanzveranstaltungen im Grünen Baum Skoke benannt wurde, als Teil von Dolní Újezd immer nach Leipnik und den Fürsten Dietrichstein untertänig.
Nach der Aufhebung der Patrimonialherrschaften bildete Skoky/Kokaun – Skok ab 1850 eine Ansiedlung der Gemeinde Dolní Újezd in der Bezirkshauptmannschaft Mährisch Weißkirchen. Im Jahre 1855 wurde die Gemeinde dem Bezirk Leipnik zugeordnet, ab 1868 gehörte sie wieder zum Bezirk Mährisch Weißkirchen. Seit 1880 wurde der Ort als Skoky/Skok bezeichnet. Im Jahre 1924 löste sich Skoky von Dolní Újezd los und bildete eine eigene Gemeinde. Im Zuge der Gebietsreform von 1960 und der Auflösung des Okres Hranice wurde Skoky zum 1. Januar 1961 nach Staměřice eingemeindet und zugleich dem Okres Přerov zugeordnet. 1976 wurde die Gemeinde Staměřice mit dem Ortsteil Skoky und der Siedlung Zavadilka an den Örtlichen Nationalausschuss Dolní Újezd angeschlossen und 1983 gänzlich eingemeindet. Im Jahre 1991 lebten in Skoky 285 Menschen. Zum Ende der 1990er Jahre entstand nördlich des Dorfes die Schnellstraße R 35; da sie einen Biokorridor am Hang der Oderberge durchschnitt, wurde zwischen 1997 und 1998 östlich von Skoky der Tunnel Dolní Újezd angelegt. Beim Zensus von 2001 wurde 120 Häuser und 343 Einwohner gezählt.

## Sehenswürdigkeiten
- Kapelle des hl. Johannes von Nepomuk, auf dem Dorfplatz, erbaut um 1824
- Steinernes Kreuz auf dem Dorfplatz, errichtet 1881 anstelle eine Holzkreizes von 1824
- Tunnel der R 35, erbaut 1997–1998 für 80 Mio. Kronen